# Liste von Leuchttürmen im Vereinigten Königreich

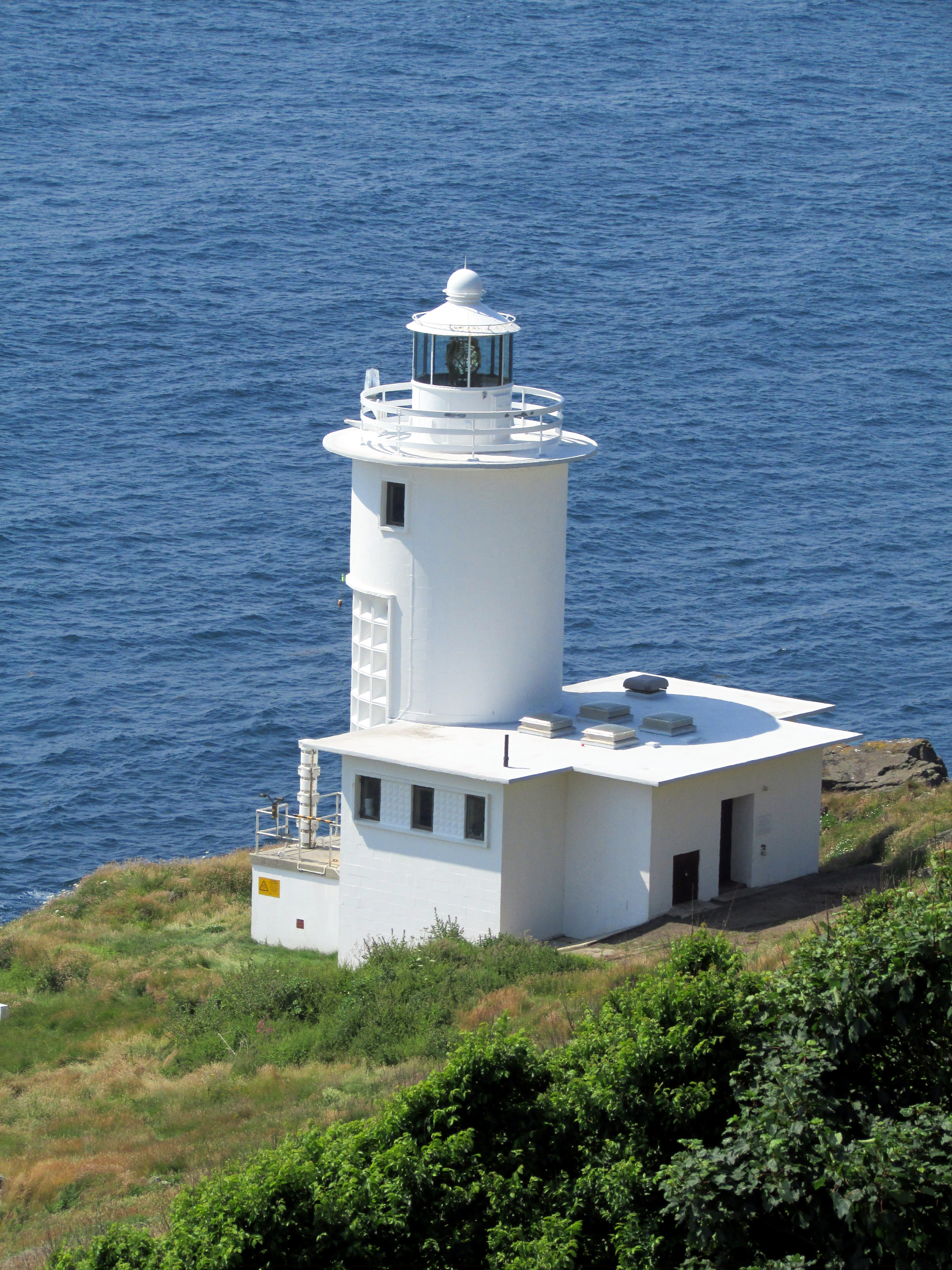
Tater-du Lighthouse, 2013

Die Liste von Leuchttürmen im Vereinigten Königreich besteht aus:
- Liste von Leuchttürmen in England
- Liste von Leuchttürmen in Schottland
- Liste von Leuchttürmen in Wales
- Liste von Leuchttürmen in Nordirland